# Henk Helmantel
Henk Helmantel (Westeremden, 22 februari 1945) is een Nederlands kunstschilder. Hij wordt gerekend tot de noordelijke realisten en de onafhankelijke realisten. Het christendom staat centraal in zijn dagelijks leven en werk.

## Leven en werk
Helmantel is de middelste van vijf kinderen van een echtpaar dat een eigen kwekerij had. Het christendom speelde een belangrijke rol binnen de familie. Hij is gereformeerd en lid van de Protestantse Kerk in Nederland (PKN). Helmantel volgde van 1961 tot 1965 de opleiding tot kunstschilder aan de Academie Minerva in Groningen. In 1967 vestigde hij zich in zijn geboortedorp Westeremden om het vak uit te oefenen. Later volgde verhuizing naar de pastorie naast de Andreaskerk.
Helmantel wordt in het algemeen beschouwd als een fijnschilder. Dit houdt in dat hij zijn onderwerpen op een realistische manier weergeeft. Hij schildert veel stillevens en interieurs van middeleeuwse kerken en kloosters. Hij richt zich met name op de romaanse en vroeg-gotische bouwkunst, zowel in Nederland als andere gebieden in West-Europa. Zijn christelijke levensovertuiging speelt een belangrijke rol in zijn beleving van schepping en cultuur. Hij noemt Rembrandt als een belangrijke bron van inspiratie voor zijn werk. Zijn inspiratie vindt hij met name in eenvoudige gebruiksvoorwerpen uit diverse culturen, maar ook diverse vruchtsoorten zijn te vinden in zijn stillevens. Marius van Dokkum noemt Helmantel naast Sierk Schröder en Maarten 't Hart als een van zijn inspiratiebronnen onder de hedendaagse schilders.

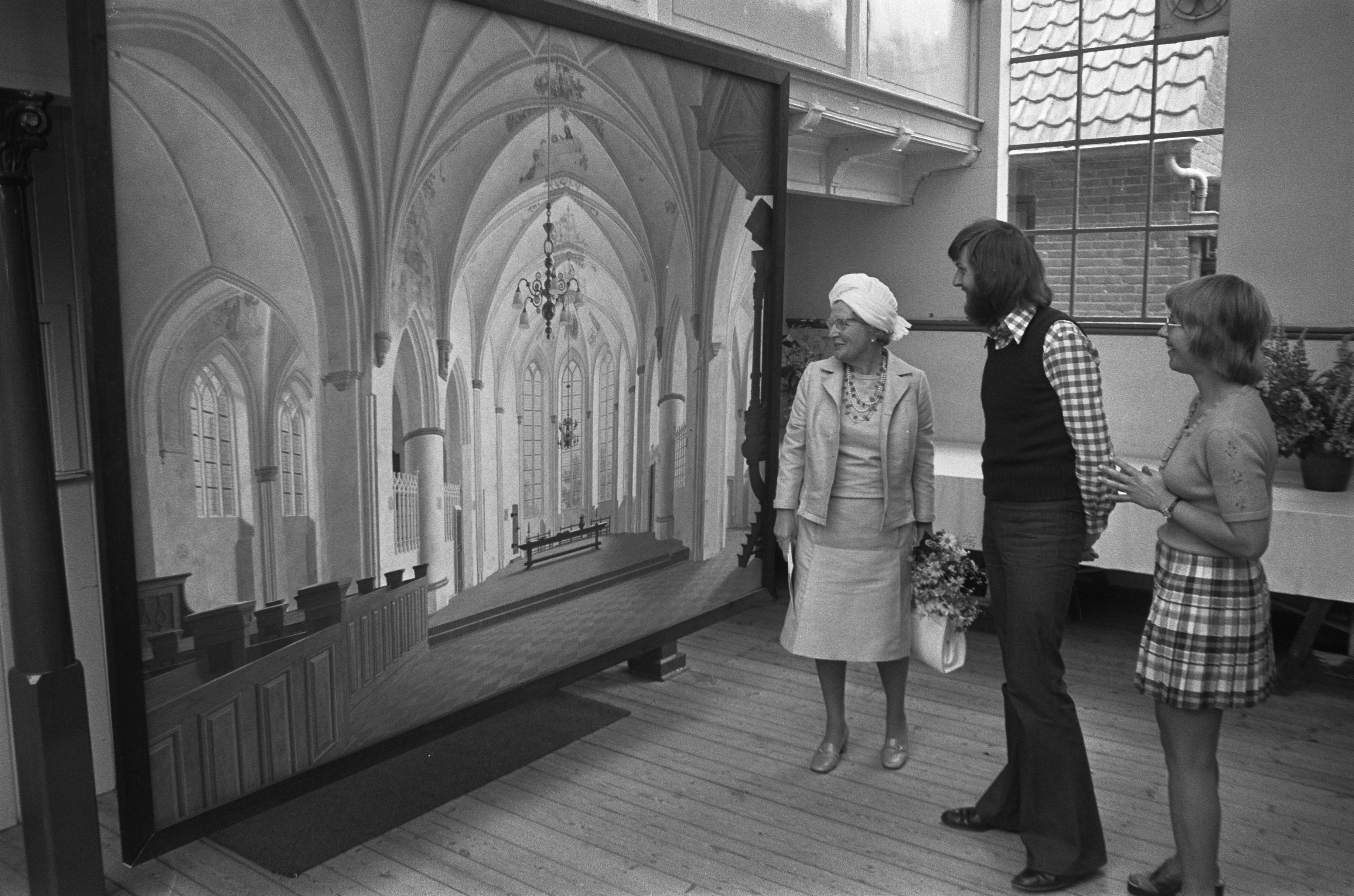
Koningin Juliana op bezoek in het atelier van schilder Henk Helmantel in Westeremden, 1973

Het Groninger Museum weigerde lange tijd om zijn werk te exposeren. Dit veranderde in 2014, toen een werk van Helmantel werd aangekocht.
Henk Helmantel werd in 2008 uit acht finalisten gekozen tot Kunstenaar van het Jaar. Daarmee versloeg hij zeven andere bekende beeldend kunstenaars, waaronder Marlene Dumas, Armando, Anton Corbijn en Erwin Olaf.  Enige opmerkingen uit het juryrapport: "Geweldige stillevens. Prachtige techniek die in wezen heel mathematisch is. Een GROOTmeester.”; “Henk Helmantel geeft met zijn verfijnde penseeltechniek weer, wat in de Gouden Eeuw niet misstaan zou hebben. Met name de lichtinval doet zo nu en dan denken aan Meesters als Rembrandt. Helmantel is zonder de minste twijfel een Meester van deze tijd.”
In de periode na 2009 kreeg Helmantel veel kritiek naar aanleiding van een uitzending van het EO-televisieprogramma Met niets begonnen, waarin hij sprak over zijn financiële succes. Vooral in het noorden van Nederland, waar de financiële crisis duidelijk merkbaar was, leidde het feit dat de kunstenaar uitgebreid verhaalde over zijn financiële vermogen in combinatie met zijn geloofsovertuiging tot de nodige kritiek. Dit werd versterkt door zijn daaropvolgende uitlatingen over de doodstraf en zijn kritiek op andere godsdiensten.

## Kunstcollectie
De kunstenaar heeft samen met zijn vrouw Babs een omvangrijke kunst- en antiekverzameling aangelegd, waaronder een aantal werken van Rembrandt, die geregeld worden getoond op tentoonstellingen.
Sinds juni 2016 bevindt zich in het hoofdgebouw van het Hof van Saksen de Collectie Harms Rolde, waaronder een tiental schilderijen van Helmantel.

## Exposities (selectie)
- 2000 Rembrandthuis, Amsterdam[8]
- 2004 Drents Museum, Assen, overzichtsexpositie met als thema Openbaring![9]
- 2010 Slot Zeist[10]
- 2011-2012 Museum Klooster Ter Apel, De Middeleeuwen van Helmantel[11]
- 2013 Martinikerk, Groningen[12]
- 2018 Grote Kerk, Dordrecht, Helmantel in Dordrecht
- 2020 - 2021 
  - Drents Museum, Assen, Henk Helmantel – Meesterschilder[13]
  - Ikonenmuseum Kampen, Inspiratie[14]

## Overig
- Helmantel leidt begrafenissen op het kerkhof in Westeremden.
- Op 25 februari 2000 werden een aantal schilderijen, bronzen beeldjes en antieke voorwerpen gestolen uit de expositieruimte van Helmantel.[8] Op 18 juli 2000 werden hiervoor vijf personen gearresteerd na een poging losgeld te krijgen van Helmantel.[15] Alle kunstvoorwerpen konden onbeschadigd worden geretourneerd aan de schilder en de daders werden veroordeeld.[16][17]
- Op 31 oktober 2008 werd Helmantel uitgeroepen tot Kunstenaar van het Jaar.[18] In 2014 werd hij benoemd tot ridder in de Orde van Oranje-Nassau.[19]
- Bij de Tweede Kamerverkiezingen 2017 was hij in het district Groningen lijstduwer voor het CDA.

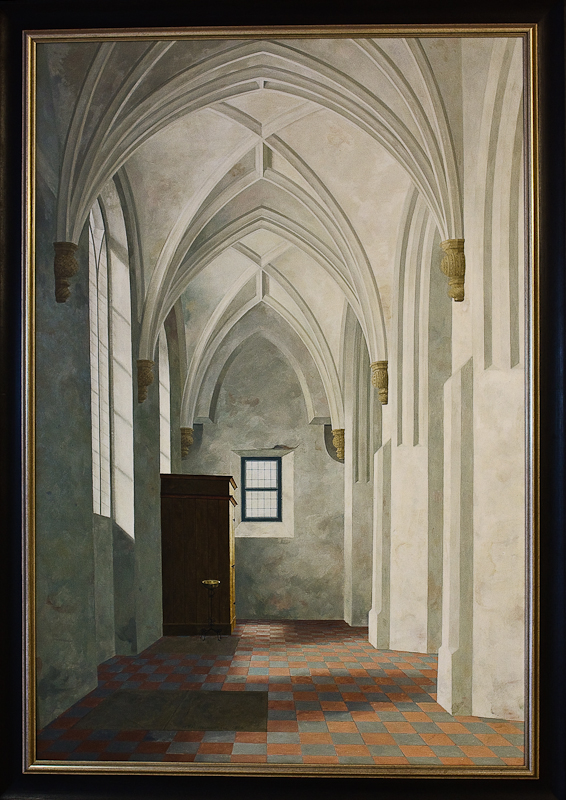
Zuidbeuk van de kerk te Loppersum (1969)
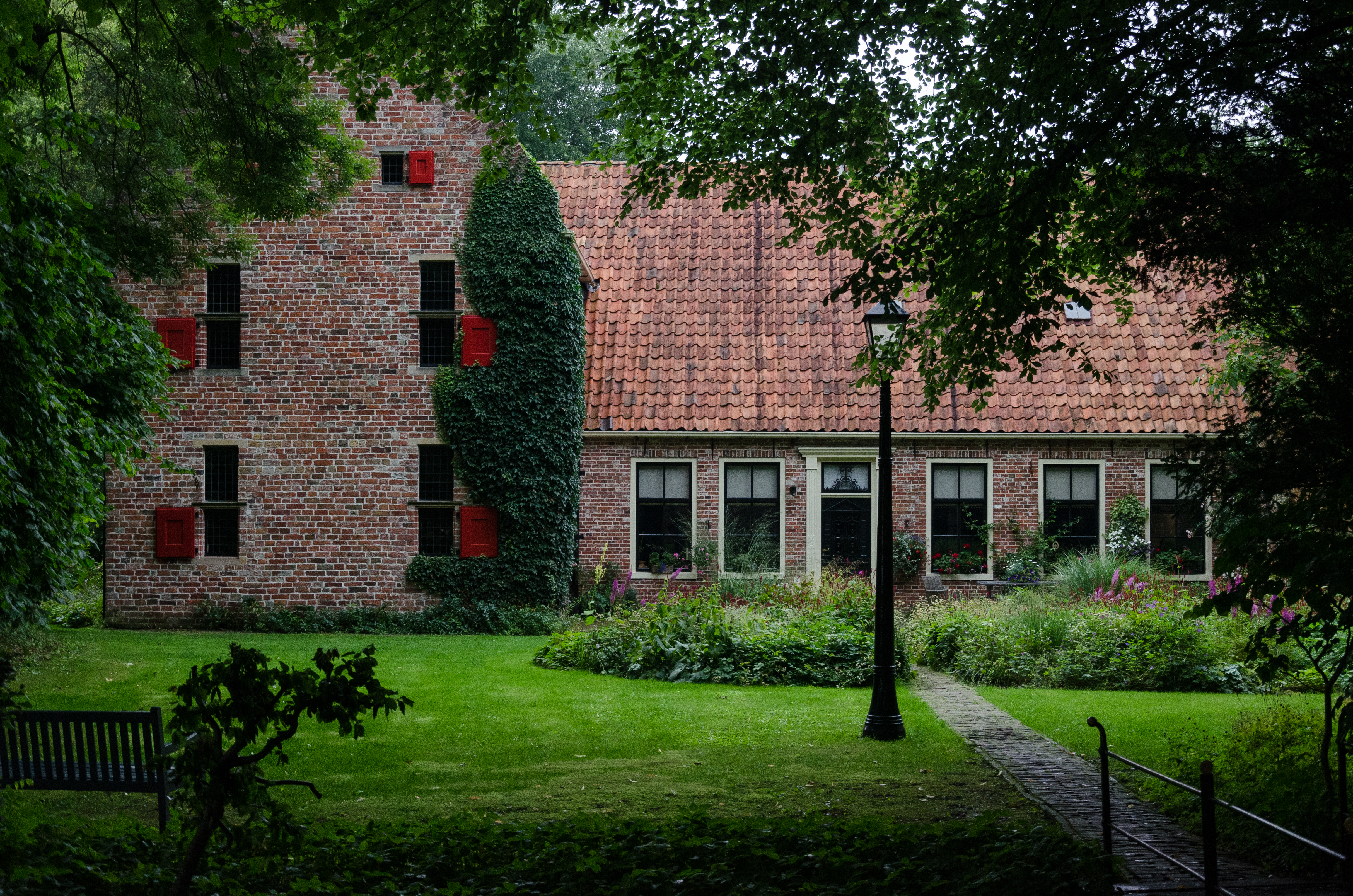
De door Henk Helmantel gereconstrueerde weem (pastorie) van Westeremden (Groningen).
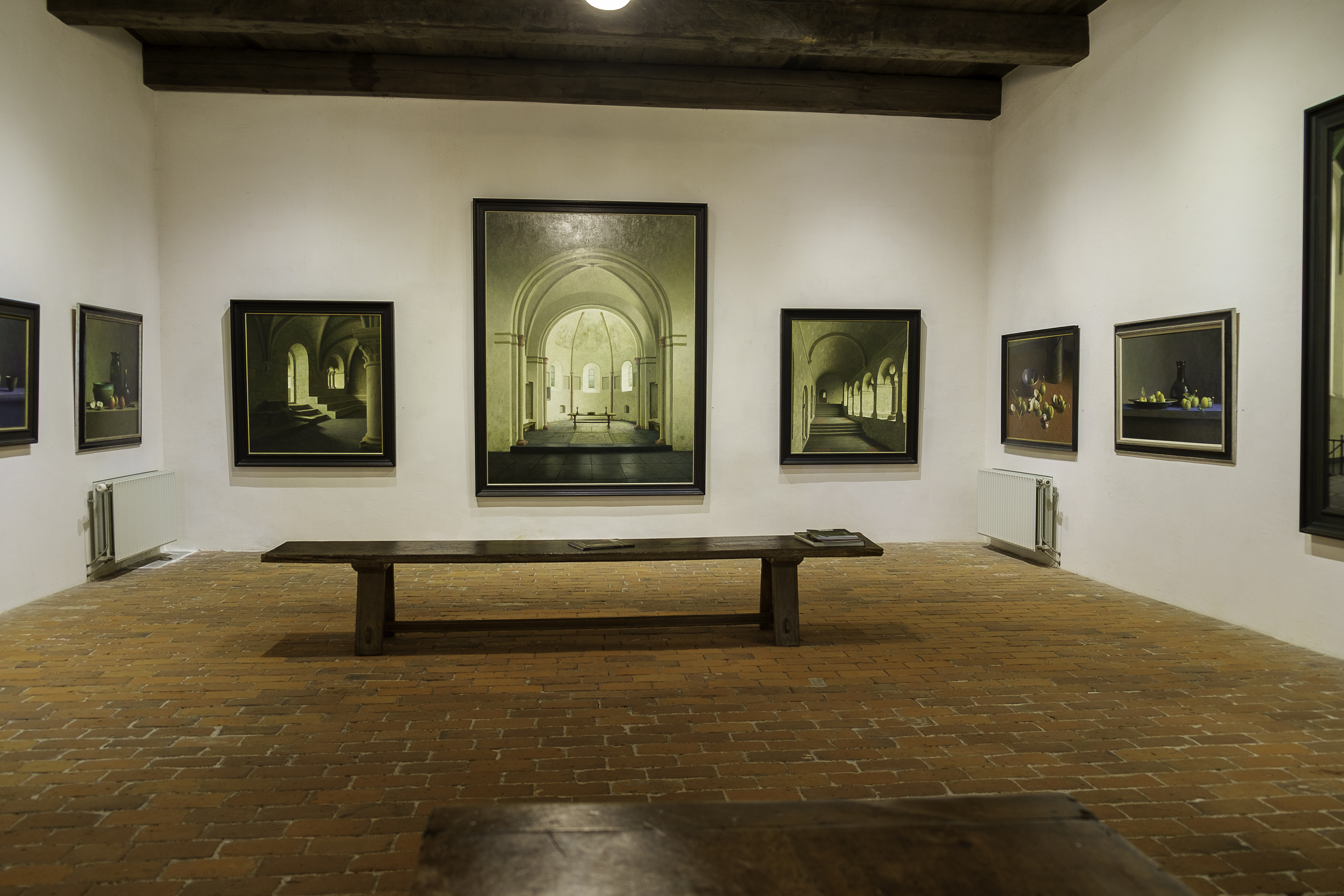
Tentoonstellingsruimte in de weem